# 群集の人
「群集の人」（ぐんしゅうのひと、The Man of the Crowd）は、エドガー・アラン・ポーの短編小説。名の無い語り手による、ロンドンの雑踏の中で見かけた不可思議な男の行動の追跡を描いた作品。1840年12月に『バートンズ・ジェントルマンズ・マガジン』最終号および『アトキンソンズ・キャスケット』に同時期に掲載され、のちに『物語集』に収録された。

## あらすじ
ある秋の日暮れ、何ヶ月もかかった病気からの回復途上にある語り手は、ロンドンのとあるカフェに腰を下ろしている。彼は自分の気力が充実してくるのを喜び、窓から見える街の景色を眺め、やがてある時間帯から急に密度を増した群集に注意を引きつけられる。それから彼は道行く大勢の人々の服装や雰囲気、表情や身振りを観察し、分析することで時間を過ごす。彼は人々をその様子からいくつかのタイプに分類し、また一人ひとりの身分や職業を推測していく。そうするうち、語り手はふとある老いぼれた男に気付く。それは65歳か70歳くらいの男なのだが、彼の顔には語り手がそれまでに見たことのないような奇妙な表情が浮かんでいた。背は低く、痩せていて体は弱っており、服は汚れてぼろぼろなのだが、街灯の光で照らされると生地自体は上等のものであった。語り手は、いったいこの男は何者なのかと強い興味を覚え、彼を追って店を飛び出し、尾行を始める。
後を追ってみると、老人は人通りの多い道を行ったり来たりして何をするでもなく一時間も時間を潰し、やがて人通りが少なくなると別のより人通りの多い道に移ってまた行ったり来たりを繰り返している。そのようにして市街を人ごみから人ごみへと通りぬけ、人影の無い場所では老人とも思えぬような速さで駆け抜けるが、人の集まった場所では安心した表情を見せる。そして市場をなにも買わずに通り抜け、酔漢のたむろする貧民窟にまで足を向け、やがてロンドンの都心部へと戻っていく。追跡は日が昇っても続けられ、ついには翌日の日暮れになってしまう。疲れきった語り手は痺れを切らして、とうとう老人の前に立って彼を正面から見据えたが、それでも彼は語り手の存在に気がつかない。語り手はこの男を「深い罪の典型であり本質」であり「群集の人」なのだ、と結論して追跡を諦め、「自らを読み取られることを拒む書物が存在することは神の恵みの一つなのだ」と結ぶ。
冒頭にラ・ブリュイエールの『The Characters of Man』から、「ただ一人いることに耐えぬという、この大いなる不幸」（"Ce grand malheur, de ne pouvoir être seul"）というエピグラフが掲げられている。なおポーは同じエピグラフを最初期の作品「メッツェンガーシュタイン」でも用いている。

## 解題
語り手は道行く大勢の人の中で、その老人にだけ偏執的な興味を抱く。それは老人の「非常に独特な表情」のためであり、彼は語り手が特定のタイプに分類できなかった唯一の人間であった。しかし語り手がなぜそこまで執拗にその老人に拘るのか、その理由は最後まで不明確なままに留まる。その老人は語り手の、語り手自身は知らない隠された側面を表しているのだとも考えられる。
老人は見失った友人を人ごみの中に探しているのか、あるいは自分の犯した犯罪の記憶から逃れようとしているのかもしれない。老人が犯罪者かもしれないということは、彼の服の影からのぞく短剣とダイヤモンドから暗示される。どちらにしても作品中で真相が明かされることはないが、このような真相の欠如は、しばしばポーの他の作品「アモンティリャドの酒樽」における、犯罪を犯す動機の曖昧さとも比較されてきた。ポーは意図的に物語を謎めいたものにしておくことによって、老人の秘密を読者自身が推測するように促しているのである。
作品の冒頭、語り手は道行く人々をウォルト・ホイットマンの詩「Song of Myself」を思わせるような仕方で観察し分析する。ポーの語り手はホイットマンのような高邁な精神を持っているわけではないが、しかし彼は人々を観察しながら、細かな特徴をもとに非常に多くの情報を引き出す。例えば、彼はある男の耳が奇妙に外に突き出ていることによって、それがペンをいつも耳に挟むという、店員の特徴であるということに気がつく。ポーはのちにこのような観察能力を具現化してC・オーギュスト・デュパンという人物を作り出した。
この作品の中では数少ない明示的な情報であるロンドンという舞台設定は重要である。1840年当時、ロンドンは人口75万人を誇る世界最大の都市になっていた。ポーは少年期を養父らとともにロンドンで過ごした経験があるが、街中のディテールはディケンズの作品を参考にしていると思われる。この作品や他の作品によって、ポーは近代都市と非人格的な犯罪とを結びつけた。
ヴァルター・ベンヤミンは「ボードレールと第二帝政期のパリ」において、この作品を探偵小説からその衣装であるところの「犯罪」が抜け落ち「追跡」という骨組みだけが残った「探偵小説のレントゲン写真」に例えた。笠井潔はこのベンヤミンの解釈に触発され、「群集の人」をモチーフにした長編小説『群集の悪魔 デュパン第四の事件』を執筆した。